# Hugh Grosvenor, 1. Hertug af Westminster
Hugh Lupus Grosvenor, 1. Hertug af Westminster, KG, PC (født 13. oktober 1825, død 22. december 1899) kendt som Viscount Belgrave mellem 1831 og 1845, Jarl Grosvenor mellem 1845 og 1869 og som Markisen af Westminster mellem 1869 og 1874, var en engelsk godsejer, politiker og ejer samt entusiast af væddeløbsheste. Han arvede ejendom Eaton Hall i Cheshire og jord i Mayfair og Belgravia, London, og brugte meget af sin formue på at udvikle disse jordbesiddelser. Selvom han var medlem af Parlamentet fra en alder af 22, hvorefter et medlem af House of Lords, var hans hovedinteresser ikke i politik, men snarere i hans godser, hestevæddeløb og jordbesiddelser. Ved sin død var han anset for at være den rigeste mand i Storbritannien.

## Bigrafi
Hugh Lupus Grosvenor var den anden og ældste overlevende søn af Richard Grosvenor, 2. Markis af Westminster og Lady Elizabeth Leveson-Gower, den yngste datter af George Leveson-Gower, den 2nd Marquess af Stafford og senere 1. Hertug af Sutherland. Han blev uddannet på Eton College og indtil 1847, og på Balliol College, Oxford. Han forlod Oxford uden en bachelor, for at blive medlem af Parlamentet (MP) for Chester. Denne plads var forinden holdt af hans onkel, Robert Grosvenor (den senere 1. Baron Ebury), der besluttede at flytte til en af de to pladser i Middlesex, da de var uden en modkandidat.
I 1851 turnerede han i Indien og Ceylon. Det følgende år, den 28. april, giftede han sig med sin kusine den 17-årige, Lady Constance Sutherland-Leveson-Gower, som var fjerde datter af George Leveson-Gower 2. Hertug af Sutherland;  Brylluppet blev afholdt i Chapel Royal i St. James's Palace, London, og blev overværet af dronning Victoria og Albert. Constances mor havde været dronning Victorias 'Mistress of the Robes' (Overhofmesterinde) og skulle efter sigende være en "favorit" af dronningen. Deres første barn, en søn, blev født i 1853, og dronning Victoria blev hans gudmor. I år 1874 havde parret fået 11 børn i alt, otte af dem overlevede til voksenalderen; fem sønner og tre døtre.
I 1880 døde Constance, og to år senere, i juni 1882, giftede Grosvenor sig med den 24-årige Katherine Cavendish, tredje datter af William Cavendish, 2. Baron Chesham og Henrietta Frances Lascelles. Katherine var en ung dame, faktisk yngre end hertugens ældste søn og to af hans døtre. De havde fire børn, to sønner og to døtre.

## Politiske karriere
På sin fars død i 1869, efterfulgte Grosvenor som den 3. Markis af Westminster og indtrådte i 'The House of Lords' (hans sæde som MP for Chester gik til hans fætter, Norman). Hans jomfrutale i underhuset blev udført i 1851, og han debatterede om uroligheder og optøjerne i Ceylon, kort tid efter sin rundtur i landet. Udover hans forholdsvis interessante jomfrutale tog han ellers lidt interesse i de politiske anliggender og underhuset generelt. Dog kun indtil 1866, da han gav udtryk for sin modstand mod Gladstones Reform lovforslag. Det skulle senere vise sig, at Grosvenors modstand spillede en betydelig rolle i Gladstones tilbagetræden, ved valget af den konservative Derby regering og Disraelis anden Reform Act. Forholdet mellem Grosvenor og Gladstone forbedrede sig dog senere, og i Gladstones tilbagetrædelses-udmærkelse i 1874, blev Hugh Grosvenor udnævnt til den første Hertug af Westminster.

## Rigdom og Eaton Hall
Residensen for Grosvenor-Familien var/er Eaton Hall, deres landejendom i Cheshire. Da Grosvenor arvede godset gav det ham en indkomst af omkring £152.000 (svarende til £17,942,752. i 2019) om året. En af hans første handlinger efter at have arvet godset, var bestillingen en statue af hans navnefælle, Hugh d'Avranches, der havde været den 1. Jarl af Chester, til at stå i centralt i den store hall.
I 1870 ansatte Grosvenor ,Alfred Waterhouse, til at designe et nyt hus, som skulle erstatte den tidligere hall. Kernen i den tidligere hall blev bevaret, store dele blev totalombygget mens andre dele fik en lille ombygning. En privat fløj blev bygget som bolig for familien, og var forbundet med den store hall med en korridor. Waterhouse designede også Eaton kapel og dets tilknyttede klokketårn. Det siges, at Hallens gæster "ikke var meget underholdte" af klokkespilet, fra de 28 klokker, der spillede med 28 melodier og lød hvert kvartal af en time om dagen, og om natten. Arbejdet tog 12 år at færdiggøre og det kostede £803,000 (svarende til £94,789,672 i 2019). Hallen er blevet beskrevet som "den mest ambitiøse forekomst af Nygotisk arkitektur overalt i landet",  og som "en langt, uhyggeligt, gotisk struktur".
Grosvenor-Familens rigdom kom hovedsageligt fra jordudlejning af Mayfair og Belgravia i London; ejendommenes værdi voksede fra omkring £115.000 (svarende til £13,575,108 i 2019) i 1870 til omkring £250.000 (svarende til £31,858,580 i 2019) om året i 1899. Hugh Grosvenor overså meget ombygning i Mayfair og han bestilte arkitekter, såsom Norman Shaw, Aston Webb og Alfred Waterhouse til at designe nye bygninger. Han havde sine egne og stærke holdninger til arkitektoniske stilarter og dekoration, og begunstigede Queen Anne stil snarere end den Italienske stukkatur, som hans far foretrak.

## Sidste år og død
Nogle af de bedrifter Hugh opnåede i det sidste år af hans liv, 1899, var: 1. Han støttede han 'Seats for Shops Assistants Bill' (et lovforslag, der ville reducere mishandlingen af kvindelige medarbejdere, 2. Han dræbte en kronhjort i Skotland, 3. Han skudte 65 Dobbeltbekkasin på 1½ time i Aldford på sit Cheshire ejendom, og 4. Han deltog i brylluppet af en af sine børnebørn.
Dog udviklede han senere det selv samme år, mens han besøgte sit barnebarn i Cranborne, Dorset, bronkitis, hvorfra han døde. Han blev kremeret i Woking krematorium og hans aske blev begravet på kirkegården i Eccleston kirke, Cheshire. Hugh Grosvenor havde to mindesten opført i sin ære, en i Grosvenor kapel af Eccleston kirke og en anden i den sydlige korsarm af Chester Cathedral. Et andet mindesmærke var et farvet glas vindue i den sydlige korsarm af Westminster Abbey, dedikeret af domprovsten i September 1902. Han blev efterfulgt som hertug af Westminster af hans sønnesøn med hvem han også deler sit navn, Hugh. Ved sin død var han "angiveligt den rigeste mand i Storbritannien"; hans ejendom i forbindelse med skifteretten var £594,229 (svarende til £75,7 mio. 2018), og hans faste ejendom (Stamgods var ikke medtaget i hans personlige ejendom under ejendoms-loven dengang) blev vurderet til omkring £6.000.000 (svarende til £764,6 mio. i 2019 svarende til 6.3 mia. dkk i 2019).

## Familie[14]
Hertugen var gift to gange og var far til 15 børn, tolv af dem overlevede til voksenalderen. Forskellen i alder mellem hans ældste søn Victor og hans yngste søn Edward var 39 år.
Hetugens første kone, som han giftede sig i 1852, var hans kusine, Lady Constance Sutherland-Leveson-Gower, som fjerde datter af sin morbroder George Leveson-Gower, den 2nd Marquess af Stafford. De fik elleve børn, otte af dem overlevede til voksenalderen, er:
- Victor Alexander Grosvenor, Jarl Grosvenor (28. April 1853 – 22. januar 1884), som giftede sig med Lady Sibell Mary Lumley, datter af Richard Lumley, 9. Jarl af Scarbrough og Frederica Mary Adeliza Drummond. Han var far til Hugh Grosvenor, 2. Hertug af Westminster
- Lady Elizabeth Harriet (11. oktober 1856 – 25. marts 1928), der blev gift med James Butler, 3. Markis af Ormonde.
- Lady Beatrice Constance (14. November 1858-12 januar 1911), som giftede sig med hendes stedmors nevø Charles Cavendish, 3rd Baron Chesham i 1877.
- Oberstløjtnant Lord Arthur Hugh (31. maj 1860 – 29. April 1929), der blev gift med Helen, datter af Sir Robert Sheffield, 5th Baronet Sheffield
- Lord Henry George (23. juni 1861-27 December 1914), som giftede sig først med Dora Mina, datter af James Erskine-Wemyss, og var far til William Grosvenor, 3. Hertug af Westminster; og anden gang med, Rosamund Angharad, datter af Edward Lloyd.
- Lord Robert Edward (19. marts 1869-16 juni 1888), der døde ugift.
- Margaret Evelyn (9. April 1873 – 27 marts 1929), som giftede sig med Adolphus Cambridge, 1. Markis af Cambridge, yngre bror til Dronning Mary.
- Kaptajn Herren Gerald Richard (14. juli 1874 – 10. oktober 1940), der døde ugift.

Constance døde i 1880, og i juni 1882 giftede Grosvenor sig med Katherine Cavendish, tredje datter af den 2. Baron Chesham. Hun fødte ham fire børn:
- Lady Mary Cavendish (12. maj 1883 – 14. januar 1959) gift først med Henry Crichton, Vicomte Crichton (1872 – 1914), og blev mor til John Crichton, 5. Jarl Erne; og gift anden gang med, oberst Hon. Algernon Francis Stanley (1874-1962).
- Herren Hugh William (6. April 1884 – 30. oktober 1914), som giftede sig med Lady Mabel Florence Mary, datter af John Crichton, 4. Jarl Erne, og der var far til Gerald Grosvenor, 4. Hertug af Westminster og Robert Grosvenor, 5. Hertug af Westminster. Han blev dræbt i kamp i første verdenskrig.
- Lady Helen Frances (5. februar 1888 – 21. oktober 1970), der blev gift med brigadegeneral Lord Henry Seymour (1878-1939) og blev mor til Hugh Seymour, 8. Markis af Hertford. Hun lægger navn til Lady Helen Seymour House, en del af den tidligere St. Mary's Hospital for kvinder og børn i Plaistow.
- Lord Edward Arthur (27. oktober 1892-26 August 1929), som giftede sig med Lady Dorothy Margaret, datter af Valentine Browne, 5. Jarl af Kenmare.